# Lac Vieux Désert
Le lac Vieux Désert est un lac partagé entre le Comté de Gogebic situé dans l'État du Michigan et le Comté de Vilas situé dans l'État du Wisconsin.

## Géographie
Ce lac contient un certain nombre de petites îles, certaines situées côté Michigan et d'autres côté Wisconsin.
Le lac Vieux Désert est à 513 mètres d'altitude. Il est d'une profondeur maximale d'environ 12 mètres. La superficie est d'environ 17 km² dont environ les deux tiers dans le Wisconsin et un tiers dans le Michigan. 
Son nom lui fut donné par les trappeurs et coureurs des bois français et Canadiens-français, qui furent parmi les premiers à parcourir la région. Vieux désert serait la traduction française du nom amérindien de la langue Anishinaabe, "Gete-gitigaani-zaaga'igan", qui signifie «lac de la Vieille Clairière" ou "Vieux Jardin". 
Le bord du lac Vieux Desert est la seule partie supérieure de l'État du Michigan, qui fait partie du bassin de la rivière Mississippi. Son émissaire est la rivière Wisconsin.